# Харьковский учебный округ
Харьковский учебный округ был создан в 1803 году в числе первых шести учебных округов Российской империи. Датой создания округа считается 24 января 1803 года, когда были приняты «Примерные правила народного образования».
Центральным учреждением учебного округа стал Харьковский университет, основанный в 1804 году. Официальным печатным органом округа был «Циркуляр по Харьковскому учебному округу», издававшийся с 1861 по 1916 год.

## Состав округа
На протяжении XIX века территориальный состав округа неоднократно изменялся. С 1824 по 1833 год в состав округа входила Астраханская губерния, с 1831 по 1832 год — Волынская губерния и Подольская губерния. До 1833 года в состав округа входила Екатеринославская губерния, до 1839 — Полтавская и до 1832 — Таврическая, Херсонская и Черниговская.
Киевская губерния входила в состав округа с 1818 до 1832 года.
Орловская губерния входила в состав округа до 1824 года, с 1833 года вновь была введена в состав округа и находилась в нём до 1877 года.
С 1824 до 1831 года в состав округа входили Бессарабская, Грузинская и Имеретинская области.
Кавказская область состояла в составе округа с 1824 до 1846 г.
Также до 1846 года в состав округа входили земли Донских и Черноморских казаков. В 1830 в состав округа было введено Одесское градоначальство, а в 1887 — Таганрогское.
По состоянию на 1913 год в состав округа входили : Воронежская, Курская, Пензенская, Тамбовская, Харьковская губернии и Область Войска Донского. Упразднён округ был в 1918 году.

## Попечители
- 1803—1817: Граф Северин Осипович Потоцкий
- 1817—1822: Захарий Яковлевич Корнеев (Карнеев)
- 1822—1825: Егор Васильевич Карнеев
- 1825—1830: Алексей Алексеевич Перовский
- 1827: Граф Михаил Юрьевич Виельгорский и. д.
- 1830—1834: Владимир Иванович Филатьев
- 1834—1846: Граф Юрий Александрович Головкин[5]
- 1846—1847: Князь Николай Андреевич Долгоруков и. д.
- 1847—1855: Сергей Александрович Кокошкин и. д.
- 1855—1856: Гавриил Антонович Катакази
- 1856—1860: Павел Васильевич Зиновьев
- 1860—1863: Дмитрий Сергеевич Левшин
- 1863—1867: Карл Карлович Фойгт
- 26.06.1867—1875: Александр Абрамович Воскресенский
- 31.05.1875—1879: Петр Карлович Жерве
- 01.07.1879—1885: Михаил Семёнович Максимовский
- 1885—1896: Николай Павлович Воронцов-Вельяминов
- 15.07.1896—1899: Иван Петрович Хрущов
- 07.08.1899—1901: Василий Константинович Анреп
- 19.07.1901—1906: Михаил Мартынович Алексеенко
- 1906—1908: Сергей Александрович Раевский
- 21.07.1908—1915: Павел Емельянович Соколовский
- 14.09.1915—1917: Алексей Львович Корольков
- Иван Адамович Красуский (в 1917 при Временном правительстве).

## Статистика
По состоянию на 1915 год Харьковский учебный округ насчитывал 11,324 заведения всех типов, в которых обучалось в общей сложности 939,266 учащихся, в том числе начальных школ 10,691 с числом учащихся 835,711. В распределении по административно-территориальным составляющим округа:
- Воронежская губерния: учебных заведений — 2,444, учащихся — 218,442.
- Донская губерния: учебных заведений — 2,472, учащихся — 185,910.
- Курская губерния: учебных заведений — 2,671, учащихся — 183,492.
- Пензенская губерния: учебных заведений — 1,125, учащихся — 97,859.
- Тамбовская губерния: учебных заведений — 945, учащихся — 82,266.
- Харьковская губерния: учебных заведений — 1,667, учащихся — 171,297.

Распределение учащихся по типам учебных заведений (в числителе — количество учащихся, в знаменателе — число учебных заведений).
| Тип заведения                                                   | 1             | 2             | 3             | 4            | 5          | 6             |
| --------------------------------------------------------------- | ------------- | ------------- | ------------- | ------------ | ---------- | ------------- |
| Высшие учебные заведения                                        |               |               |               |              |            |               |
| Медицинские                                                     |               |               |               |              |            | 2,318 2       |
| Земледельческие                                                 | 101 1         |               |               |              |            |               |
| Технические                                                     |               | 834 1         |               |              |            | 1,455 1       |
| Средние учебные заведения                                       |               |               |               |              |            |               |
| Гимназии, прогимназии, институты и лицеи                        | 9,420 25      | 6,682 20      | 9,575 25      | 5,070 15     | 5,663 15   | 15,382 54     |
| Реальные училища                                                | 1,257 4       | 2,350 8       | 1,860 7       | 523 2        | 915 2      | 2,420 9       |
| Духовные                                                        | 2,550 7       | 1,884 5       | 2,166 10      | 1,450 5      | 2,189 6    |               |
| Педагогические                                                  | 689 13        | 747 11        | 207 3         | 1,772 19     | 198 1      | 960 2         |
| Медицинские                                                     | 351 3         | 113 1         | 114 1         | 146 2        |            | 51 1          |
| Военные                                                         | 544 1         | 609 2         |               |              |            |               |
| Морские                                                         |               | 91 2          |               |              |            |               |
| Лесные и сельскохозяйственные                                   | 402 6         | 471 9         | 341 9         | 405 6        |            | ? 1           |
| Технические и ремесленные                                       | 776 11        | 1,163 15      | 494 14        | 154 3        |            | 92 14         |
| Коммерческие, торговые и промышленные                           | 561 4         | 1,081 5       | 348 3         |              | 385 1      |               |
| Художественные                                                  | 613 4         |               | 95 2          | 296 1        |            |               |
| Межевые, таксаторские и топографические                         |               | 140 1         | 179 1         | 177 1        |            |               |
| Профессиональные                                                | 37 1          |               | 184 4         | 84 1         |            |               |
| Частные учебные заведения и при церквях иностранных исповеданий | 2,970 49      | 2,002 58      | 482 9         | 1,002 9      | 2,831 45   | ? 57          |
| Прочие учебные заведения                                        |               |               |               |              |            |               |
| Училища слепых и глухонемых                                     | 71 1          |               |               |              |            |               |
| Начальные учебные заведения                                     |               |               |               |              |            |               |
| Низшие                                                          | 198,100 2,314 | 167,670 2,333 | 167,447 2,583 | 86,780 1,061 | 70,085 875 | 145,629 1,525 |

Примечание. Цифрами в столбцах таблицы обозначены административно-территориальные составляющие учебного округа:
- 1 — Воронежская губерния
- 2 — Донская губерния
- 3 — Курская губерния
- 4 — Пензенская губерния
- 5 — Тамбовская губерния
- 6 — Харьковская губерния